# Jeff Escalante
Jeff Eric Escalante Montenegro (Quito, 22 agosto 1971) è un ex cestista e politico ecuadoriano.

## Carriera
Con l'Ecuador ha disputato i Campionati americani del 1989.